# Miran Maričić
Mirian Maričić (Bjelovar, 17 giugno 1997) è un tiratore a segno croato.

## Carriera
Specializzato nella carabina da 10 metri ad aria compressa, Maričić vinse le sue prime medaglia in campo internazionale nel 2017 ai mondiali juniores di Suhl in cui si aggiudicò l'oro in singolo ed il bronzo a squadre.
L'anno seguente conquista la sua prima medaglia ai Campionati europei con l'argento a squadre a Győr 2018 ed il bronzo iridiato in singolo a Changwon 2018.
Nel 2020 bissa l'argento europeo a squadre, dove vince anche il bronzo a squadre miste insieme a Estera Herceg.
Ai campionati mondiali di III Giochi europei di Cracovia dove arriva secondo nella gara a squadre insieme a Josip Sikavica e Petar Gorša, con cui vince il bronzo anche ai campionati mondiali di Baku 2023.
Nel 2024, dopo il terzo argento consecutivo europeo a squadre, partecipa ai Giochi olimpici di Parigi 2024. In Francia Maričić chiude le qualificazioni con il quarto punteggio, in finale si trova in seconda posizione dopo il settimo tiro, ma un errore all'ottavo lo relega in terza posizione a vantaggio dello svedese Victor Lindgren.

## Palmarès
- Giochi olimpici

Parigi 2024: bronzo nella carabina 10 metri aria compressa.
- Campionati mondiali

Changwon 2018: bronzo nella carabina 10 metri aria compressa.
Baku 2023: bronzo nella carabina 10 metri aria compressa a squadre.
- Giochi europei

Cracovia 2023: argento nella carabina 10 metri aria compressa a squadre.
- Campionati europei

Győr 2018: argento nella carabina 10 metri aria compressa a squadre.
Varsavia 2020: argento nella carabina 10 metri aria compressa a squadre, bronzo nella carabina 10 metri aria compressa a squadre miste.
Győr 2024: argento nella carabina 10 metri aria compressa a squadre.
- Giochi del Mediterraneo

Orano 2022: argento nella carabina 10 metri aria compressa.
- Campionati mondiali juniores

Suhl 2017: oro nella carabina 10 metri aria compressa, bronzo nella carabina 10 metri aria compressa a squadre.